# 慕容厲
慕容厲（?—?），昌黎棘城（今辽宁省义县西北）人，前燕宗室。封下邳王。
354年，前燕皇帝慕容儁封安东将军慕容霸为吴王，左贤王慕容友为范阳王，散骑常侍慕容厲为下邳王，散骑常侍慕容宜为庐江王，宁北将军慕容度为乐浪王。366年，抚军将军下邳王慕容厉进犯东晋兖州，攻下了鲁郡、高平郡数郡，设地方官后返回。367年二月，抚军将军、下邳王慕容厉，镇北将军、宜都王慕容桓袭击敕勒。七月，慕容厉等攻破了敕勒，夺取马牛数万头。慕容厉的军队经过代国，毁坏了代国的糜田，代王拓跋什翼犍大怒，八月，拓跋什翼犍攻打云中。369年，桓温派建威将军檀玄攻下湖陆，下邳王慕容厉为征讨大都督，率领二万步、骑兵在黄墟迎战，慕容厉大败，慕容厉本人只身匹马逃了回去。
370年，慕容厉与太傅上庸王慕容评率三十万精兵迎战来伐的前秦辅国将军王猛，大败。不久前燕为前秦所灭。